# (11348) Allegra
(11348) Allegra (1997 BG9) – planetoida z pasa głównego asteroid okrążająca Słońce w ciągu 4,83 lat w średniej odległości 2,86 j.a. Odkryta 30 stycznia 1997 roku.